# Wilhelm Lindeberg
Johan Wilhelm Lindeberg, född 9 maj 1861 i Västerås, död 20 mars 1941 i Gävle, var en svensk biblioteksman och hembygdsforskare. 
Wilhelm Lindeberg var son till byggmästaren Johan Fredrik Lindeberg. Han avlade mogenhetsexamen i Gävle 1881, studerade vid Uppsala universitet 1881–1884 och inträdde därefter i faderns byggnadsfirma. Åren 1893–1924 drev Lindeberg en egen trävaruexportfirma i Gävle under namnet W. Lindeberg. Då Gävle stadsbibliotek inrättades 1907 blev han stadsbibliotekarie och kvarstod på denna post till 1931. Under hans ledning utvecklades biblioteket till ett av Sveriges främsta folkbibliotek, bland annat med en omfattande samling gästrike- och hälsingelitteratur. Själv var Lindeberg en intresserad bibliofil och gävleforskare, som i en mängd böcker och uppsatser behandlade stadens historia, bland annat Hamnens äldre historia (i Gefle stads hamn, 1905) och Ur Gefle stads historia. Om styrelsen intill år 1900 (i Gefle stads kommunal- och tjänstemän, 1935). Efter att ha avgått från tjänsten som stadsbibliotekarie gjorde Lindeberg en avskrift av den i läroverket förvarade Sehlbergska släktboken och upplade ett fullständigt register över bouppteckningar i Gävle rådhusarkiv. Han är gravsatt på Gamla kyrkogården i Gävle.